# Buffalo (Dacota do Sul)
Buffalo é uma cidade  localizada no estado norte-americano de Dacota do Sul, no Condado de Harding.

## Demografia
Segundo o censo norte-americano de 2000, a sua população era de 380 habitantes. 
Em 2006, foi estimada uma população de 337, um decréscimo de 43 (-11.3%).

## Geografia
De acordo com o United States Census Bureau tem uma área de 
1,4 km², dos quais 1,4 km² cobertos por terra e 0,0 km² cobertos por água. Buffalo localiza-se a aproximadamente 878 m acima do nível do mar.

## Localidades na vizinhança
O diagrama seguinte representa as localidades num raio de 72 km ao redor de Buffalo. 